# Великокардашинська сільська рада
Великокарда́шинська сільська́ ра́да — адміністративно-територіальна одиниця та орган місцевого самоврядування в Голопристанському районі Херсонської області. Адміністративний центр — село Велика Кардашинка.

## Загальні відомості
- Територія ради: 15,559 км²
- Населення ради: 4 143 особи (станом на 2001 рік)

## Населені пункти
Сільській раді були підпорядковані населені пункти:
- с. Велика Кардашинка
- с. Кардашинка
- с. Кохани
- с. Мала Кардашинка

## Склад ради
Рада складалася з 24 депутатів та голови.
- Голова ради: Чухрай Олексій Іванович
- Секретар ради: Васильєва Людмила Миколаївна

### Керівний склад попередніх скликань
| Прізвище, ім'я, по батькові | Основні відомості                                                         | Дата обрання | Дата звільнення |
| --------------------------- | ------------------------------------------------------------------------- | ------------ | --------------- |
| Чухрай Олексій Іванович     | Сільський голова, 1954 року народження, освіта вища, безпартійний         | 26.03.2006   | 31.10.2010      |
| Чухрай Олексій Іванович     | Сільський голова, 1954 року народження, освіта вища, член Партії регіонів | 31.10.2010   |                 |

Примітка: таблиця складена за даними сайту Верховної Ради України

### Депутати
За результатами місцевих виборів 2010 року:
- Кількість мандатів: 24
- Кількість мандатів, отриманих за результатами виборів: 23
- Кількість мандатів, що залишаються вакантними: 1

#### За суб'єктами висування
| Суб'єкт висування                      | Кількість обраних депутатів | %    |
| -------------------------------------- | --------------------------- | ---- |
| Самовисування                          | 14                          | 60,9 |
| Партія регіонів                        | 6                           | 26,1 |
| Комуністична партія України            | 1                           | 4,3  |
| Народна партія                         | 1                           | 4,3  |
| Партія Християнсько-Демократичний Союз | 1                           | 4,3  |

#### За округами
| № округу                               | Прізвище, ім'я, по батькові      | Дата визнання обраним | Освіта             | Партійна приналежність                        | Відомості про обраного депутата                                        |
| -------------------------------------- | -------------------------------- | --------------------- | ------------------ | --------------------------------------------- | ---------------------------------------------------------------------- |
| Комуністична партія України            |                                  |                       |                    |                                               |                                                                        |
| 9                                      | Тонконцов Олександр Миколайович  | 04.11.2010            | вища               | позапартійний                                 | тимчасово не працює                                                    |
| Народна Партія                         |                                  |                       |                    |                                               |                                                                        |
| 2                                      | Коханєвич Микола Матвійович      | 04.11.2010            | середня спеціальна | член Народної партії                          | Голопристанське лісове мисливське господарство, лісничий               |
| Партія регіонів                        |                                  |                       |                    |                                               |                                                                        |
| 12                                     | Целінко Володимир Олександрович  | 04.11.2010            | середня спеціальна | член Партії регіонів                          | приватний підприємець                                                  |
| 13                                     | Богданов Микола Сергійович       | 04.11.2010            | середня            | член Партії регіонів                          | тимчасово не працює                                                    |
| 14                                     | Вовк Євген Олександрович         | 04.11.2010            | вища               | член Партії регіонів                          | Кардашинська загальноосвітня школа, вчитель                            |
| 15                                     | Правдюк Світлана Миколаївна      | 04.11.2010            | вища               | член Партії регіонів                          | Кардашинська загальноосвітня школа, вчитель                            |
| 20                                     | Холодняк Сергій Миколайович      | 04.11.2010            | середня спеціальна | член Партії регіонів                          | приватний підприємець                                                  |
| 21                                     | Пашкевич Оксана Миколаївна       | 04.11.2010            | середня спеціальна | член Партії регіонів                          | Кардашинська загальноосвітня школа, медсестра                          |
| Партія Християнсько-Демократичний Союз |                                  |                       |                    |                                               |                                                                        |
| 24                                     | Линник Надія Василівна           | 04.11.2010            | середня спеціальна | член Партії Християнсько-Демократичний Союз   | приватний підприємець                                                  |
| Самовисування                          |                                  |                       |                    |                                               |                                                                        |
| 1                                      | Чумак Інна Іванівна              | 04.11.2010            | середня спеціальна | член Всеукраїнського об'єднання «Батьківщина» | Великокардашинська сільська рада, секретар                             |
| 3                                      | Питомець Олександр Іванович      | 04.11.2010            | середня спеціальна | позапартійний                                 | Товариство Агрофірма «Пріор», головний ветеринарний лікар              |
| 4                                      | Крикун Іван Кирилович            | 04.11.2010            | середня спеціальна | позапартійний                                 | тимчасово не працює                                                    |
| 5                                      | Сухопарова Лідія Адольфівна      | 04.11.2010            | середня спеціальна | член Всеукраїнського об'єднання «Батьківщина» | Великокардашинська сільська рада, інспектор військово-облікового столу |
| 6                                      | Паученко Олена Миколаївна        | 04.11.2010            | середня спеціальна | член Всеукраїнського об'єднання «Батьківщина» | Великокардашинський фельдшерсько-акушерський пункт, завідувачка        |
| 7                                      | Іващенко Валерій Вадимович       | 04.11.2010            | вища               | член Всеукраїнського об'єднання «Батьківщина» | Великокардашинська загальноосвітня школа, вчитель                      |
| 8                                      | Дєєв Руслан Олексійович          | 14.11.2010            | середня            | член Партії захисників Вітчизни               | тимчасово не працює                                                    |
| 11                                     | Мартиненко Олександр Миколайович | 04.11.2010            | вища               | позапартійний                                 | пенсіонер                                                              |
| 16                                     | Зоря Ілля Ігнатович              | 04.11.2010            | середня            | член Всеукраїнського об'єднання «Батьківщина» | пенсіонер                                                              |
| 17                                     | Васильєва Людмила Миколаївна     | 04.11.2010            | вища               | член Всеукраїнського об'єднання «Батьківщина» | Великокардашинська сільська рада, заступник голови                     |
| 18                                     | Гавріков Вадим Валерійович       | 04.11.2010            | середня            | член Всеукраїнського об'єднання «Батьківщина» | тимчасово не працює                                                    |
| 19                                     | Саламаха Таїсія Володимирівна    | 04.11.2010            | середня            | позапартійна                                  | тимчасово не працює                                                    |
| 22                                     | Мозговець Наталя Олександрівна   | 04.11.2010            | середня спеціальна | член Всеукраїнського об'єднання «Батьківщина» | Великокардашинська сільська рада, землевпорядник                       |
| 23                                     | Якупов Віталій Михайлович        | 04.11.2010            | середня            | позапартійний                                 | ТОВ Георесурси, начальник бази виробничого обслуговування              |

## Населення
Згідно з переписом УРСР 1989 року чисельність наявного населення сільської ради становила 3899 осіб, з яких 1791 чоловік та 2108 жінок.
За переписом населення України 2001 року в сільській раді мешкало 4127 осіб.

### Мова
Розподіл населення за рідною мовою за даними перепису 2001 року:
| Мова       | Відсоток |
| ---------- | -------- |
| українська | 93,12 %  |
| російська  | 6,64 %   |
| молдовська | 0,07 %   |
| білоруська | 0,05 %   |
| вірменська | 0,02 %   |
| угорська   | 0,02 %   |